# 得利寺山城
得利寺山城，又称得利赢城，位于辽宁省大连市瓦房店市龙潭山上，是高句丽于公元五世纪初建立的一座山城，公元1371年（明洪武四年）在此处设置辽东卫。得利寺山城全长2240米，残墙高5米，宽3米，设有东西两门，现有城基遗存，龙华宫、钟楼遗址。2013年中华人民共和国国务院公布为第七批全国重点文物保护单位。

## 历史
得利寺山城约建于5世纪初。公元1370年（明洪武三年）明太祖派谋士黄俦到山城内对驻扎此城的元朝将领刘益等人劝降。公元1371年（明洪武四年）刘益归附明朝，明太祖下诏在山城设置辽东卫，任命刘益为指挥同知。刘益归附不久，元平章洪保保联合马彦翠、八丹等人叛变，杀死了刘益。后刘益部下房景、张良佐率兵攻打洪保保，洪保保仓皇逃往开原，投奔纳哈出，马彦覃等人被处死。房景、张良佐二人在山城迎接明朝将领吴立主持辽东卫事，并上书中书省，汇报辽东军情。明太祖遂任命房景、张良佐二人为辽东卫指挥佥事。
1904年日俄战争期间，俄军在6月6日占领瓦房店火车站后，选择在得利寺山城一带阻击日军。6月14日下午，日军攻至得利寺山城南部，于次日凌晨双方开始战斗。最后由于俄军的战略失误，此战惨败，俄军死伤3413人，被俘366人；被日军缴获速射炮16尊，弹药车46辆，步枪958支，子弹3.7万余发 ,炮弹1120余发。此战死亡官兵的尸体被葬在山城的东南侧，当地百姓称其为毛子坟。

## 建筑
得利寺山城的三面均有山峰环抱，山城依山而建。整个山城平面呈不规则多边形，东西长约1150米，南北宽约600米，周长约2500米，占地面积约300000平方米。山城城墙宽4—6米，现高2—10米。因年久失修，城墙全貌已不可见，但仍有城基遗存。
全城设有东、西二门，两城门外原俱有瓮城，现东城门外瓮城被拆除。山城内中部有一水池，东西长55米，南北宽25米，水池四壁以石砌成，当地人称其为龙潭。
城内西侧有一座寺庙，名为得利寺，又称“西庙”。始建于盛唐。清乾隆年间修复一次，公元1919年（民国八年）修复一次。“文革"期间被毁，1990年复建。
城内山坳处有一座“龙王庙”，后更名为“龙华宫”，建于清乾隆年间。“文革”期间被毁，后由张礼矩主持复建。